# Callona tricolor
Callona tricolor is een keversoort uit de familie van de boktorren (Cerambycidae). De wetenschappelijke naam van de soort werd in 1840 gepubliceerd door George Robert Waterhouse.